# Rhipidipathes
Rhipidipathes is een geslacht van neteldieren uit de klasse van de Anthozoa (bloemdieren).

## Soorten
- Rhipidipathes colombiana (Opresko & Sánchez, 1997)
- Rhipidipathes helae Horowitz et al., 2022
- Rhipidipathes reticulata (Esper, 1795)